# Barahona (miasto)
Barahona – miasto w południowo-zachodniej Dominikanie w stanie Barahona, położone nad Morzem Karaibskim. Znajduje się tu port lotniczy Barahona-Maria Montez.
W mieście rozwinął się przemysł cukrowniczy.